# 文昌二
大熊座υ，又名BD+59 1268，HD 84999、SAO 27401、HR 3888，是大熊座的一颗恒星，视星等为3.8，位于銀經154.31，銀緯45.58，其B1900.0坐标为赤經9h 43m 52.9s，赤緯+59° 45.58′ 33″。